# Ledarlöst motstånd
Ledarlöst motstånd är en organisatorisk strategi som går ut på att små grupper eller ensamvargar begår våldshandlingar eller på annat sätt försöker uppnå makt utan att agera på order från en utsedd överordnad. Begreppet populariserades av Louis Beam, en motståndare till centralstyrd stat och företrädare för vit nationalism, men skapades 1962 av Ulius Louis Amoss, en militär som var motståndare till kommunismen i syfte att verka för en förberedelse för en eventuell framtida attack av kommunister i USA av föreställda modiga amerikaner som skulle kämpa för att bevara USA:s frihetsideal. Begreppet kom sedermera främst att användas för att beskriva en irreguljär krigföring av den radikaliserade högern, men också för exempelvis djurrättsaktivister, miljöaktivister och islamistiska terrorister som är så kallade ensamvargar.
Motsatsen till ledarlöst motstånd är alla organisationer som är hierarkiskt uppbyggda. Celler eller personer som praktiserar ledarlöst motstånd rapporterar aldrig till ett centralt högkvarter eller utsedd ledare, och agerar oberoende, efter eget huvud. Det antas uppstå i tider av kris och nödvändighet. Det förutsätter att någon eller några håller fast vid en åsikt och är villiga att strida för denna, oavsett om de står eller stått i kontakt med någon annan som delat denna åsikt. Det antas också att aktioner som begås som ledarlösa motstånd kommer att fungera som katalysatorer för andra med samma åsikt, och uppmuntra dessa att begå andra aktioner (så kallade copycats). För att betraktas som ledarlöst motstånd måste emellertid inte personen som praktiserar detta vara medveten om sådana teorier. Personen kan vara av uppfattningen att vederbörande är ensam om sin åsikt. Fördelen med ledarlöst motstånd är att risken att upptäckas är mycket mindre än när det gäller aktioner av nätverk eller organisationer. Få ensamvargar kommunicerar sina planer för omgivningen. Nackdelen är att de kan sakna färdigheterna och kunskaperna att fullborda sina aktioner och att de aldrig får tillgodogöra sig  erfarenheterna som finns i etablerade nätverk och organisationer.
Det ledarlösa motståndet tycks ha uppstått under samtiden eftersom internationell rätt och internationella brottsbekämpande organisationer varit framgångsrika i att förhindra aktioner av organiserade grupper. Så har exempelvis gått till bland drogkarteller i Mexiko. Denna framgångsrika bekämpning tycks också ha lett till samarbeten mellan terroristgrupper och rent kriminella personer.